# Halodiplosis truncatula
Halodiplosis truncatula är en tvåvingeart som först beskrevs av Boris Mamaev 1972.  Halodiplosis truncatula ingår i släktet Halodiplosis och familjen gallmyggor.
Artens utbredningsområde är Turkmenistan. Inga underarter finns listade i Catalogue of Life.